# NGC 4361
NGC 4361 ist die Bezeichnung eines planetarischen Nebels im Sternbild Rabe. NGC 4361 hat einen Durchmesser von 2,1' und eine scheinbare Helligkeit von 10,9 mag. Im Sternbild Rabe ist er der hellste planetarische Nebel.

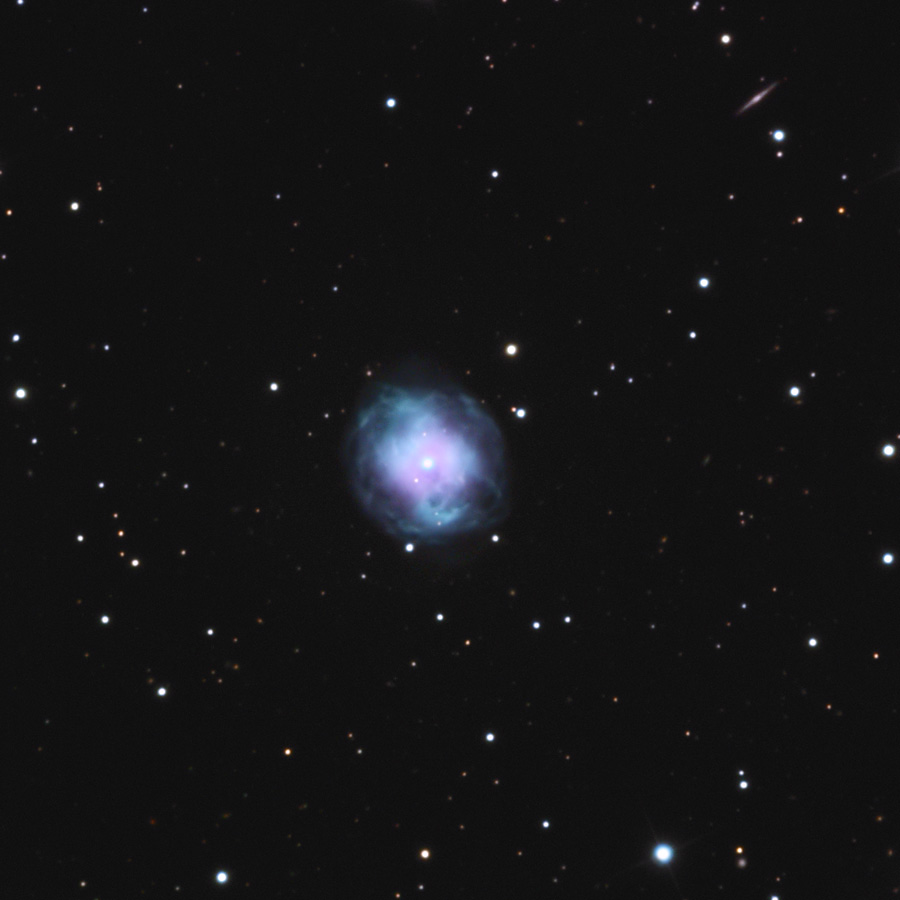
Aufnahme mit einem 60-cm-Teleskop

Der planetarische Nebel NGC 4361 wurde am 7. Februar 1785 von dem deutsch-britischen Astronomen Wilhelm Herschel entdeckt und später von Johan Dreyer im New General Catalogue verzeichnet.